# شينجي كوه
شينجي كوه (باليابانية: 高信二؛ بالكانا: こう しんじ) هو لاعب كرة قاعدة ياباني، ولد في 16 أبريل 1967 في ياهاتا-هيغاشي-كو في اليابان.

## وصلات خارجية
- شينجي كوه على موقع الدوري الياباني لكرة القاعدة (الإنجليزية)
- شينجي كوه على موقعبيزبول رفرنس.كوم (الدوري الثانوي) (الإنجليزية)